# 鎮科集團
鎮科集團控股有限公司（港交所：0859），則是從華基電腦科技換取上市，主席：吳鎮科，行政總裁：吳毅，主要業務投資物業以及物業代理等。
2017年7月13日鎮科集團，以9.65億元出售銅鑼灣駱克道487至489號駱克駅，以樓面面積32,728方呎，每呎售價約2.95萬元，買家為投資者林子峰。

## 主要物業
- 銅鑼灣Henry House 亨利中心
- 銅鑼灣Jardine Centre 渣甸中心
- 銅鑼灣Hotel Pennington 隆堡柏寧頓酒店
- 銅鑼灣Aura on Pennington 亨環
- 銅鑼灣L' Hart 駱克駅
- 銅鑼灣1 IRVING STREET 伊榮街1號
- 銅鑼灣9 KESWICK STREET 敬誠街9號
- 天后 Park Aura 亨環天后
- 九龍區1 Humphreys Road 堪富利士道1號
- 九龍區Mody House 麼地道30號
- 九龍區FHP Shopping Centre 麼地道31-41號
- 九龍區Tower Jordan 佐敦中心
- 九龍區Bowring Place 庇利金街41號

## 連結
- 鎮科集團控股